# Nekrolog April 2021
Nekrolog
◄◄
| ◄
| 2017
| 2018
| 2019
| 2020
| 2021 | 2022 | 2023 | 2024 | 2025
Januar |
Februar |
März |
April |
Mai |
Juni |
Juli |
August |
September |
Oktober |
November |
Dezember 2021
Weitere Ereignisse | Allgemeiner Nekrolog 2021
Die Beschreibung der verstorbenen Person sollte so kurz wie möglich gehalten sein und nur deren signifikante Tätigkeit(en) enthalten.
Neue Namen ggf. auch unter dem Geburts- und Sterbedatum, also etwa unter 1. Januar und im Geburts- und Sterbejahr (2024) eintragen (nur bei entsprechender großer Wichtigkeit). Für Beispiele siehe die schon vorhandenen Artikel.
Außerdem über die fünf zuletzt Verstorbenen, zu denen es einen ausreichend guten Artikel für eine Präsentation auf der Hauptseite gibt, nach der todesbedingten Überarbeitung der Artikel ggf. auch unter Wikipedia Diskussion:Hauptseite informieren und sie am besten auch in den anderen Wikipedia-Sprachversionen eintragen. Tipp: Regelmäßig bei news.google.de nach „ist tot“, „gestorben“ oder „verstorben“ suchen.
Wenn eine Person gestorben ist, gibt es viele Seiten zu dieser Person in der Wikipedia, die davon auch betroffen sind und entsprechend aktualisiert werden müssen. Beispiele: Namenübersichtsseite, Geburtsjahr, Geburtsort-Seiten und viele mehr.
Wie finde ich die betroffenen Seiten?
Im Suchfeld auf der linken Seite gibt man den Suchbegriff so ein: „Vorname Nachname“. Dann klickt man auf Volltext und alle Seiten mit entsprechendem Suchtext werden aufgerufen. Hier sieht man dann schnell, wo auch das Todesjahr Sinn macht oder sogar ein Teil des Artikels angepasst werden muss. Auch hilft das „Werkzeug“ auf der linken Seite sehr gut, um solche Seiten aufzufinden: „Links auf diese Seite“. Somit ist die Wikipedia wieder aktuell in allen Bereichen! Hinweis: bei Eintragung der Kategorie „Gestorben JAHR“ wird der Missbrauchsfilter 49 ausgelöst, was jedoch nicht schlimm ist. Siehe: Spezial:Missbrauchsfilter/49
Dies ist eine Liste von im April 2021 verstorbenen bekannten Persönlichkeiten. Die Einträge erfolgen innerhalb der einzelnen Daten alphabetisch sortiert. Tiere sind im Nekrolog für Tiere zu finden.

## April
Bearbeitungshinweis: Neue Todesfälle bitte nach Tagen geordnet eintragen. Die Todesfälle desselben Tages bitte in alphabetischer Reihenfolge absteigend einfügen.
| Tag       | Name                                          | Beruf, bekannt als                                                                        | Alter | Beleg |
| --------- | --------------------------------------------- | ----------------------------------------------------------------------------------------- | ----- | ----- |
| 30. April | Claudia Barrett                               | US-amerikanische Schauspielerin                                                           | 91    |       |
| 30. April | Eli Broad                                     | US-amerikanischer Unternehmer, Philanthrop und Kunstsammler                               | 87    |       |
| 30. April | Amha Eshèté                                   | äthiopischer Musikproduzent                                                               | 78    |       |
| 30. April | Norbert Gescher                               | deutscher Schauspieler und Synchronsprecher                                               | 82    |       |
| 30. April | Kęstutis Glaveckas                            | litauischer Ökonom und Politiker                                                          | 72    |       |
| 30. April | Flemming Hansen                               | dänischer Politiker                                                                       | 81    |       |
| 30. April | John Dee Holeman                              | US-amerikanischer Bluesmusiker                                                            | 92    |       |
| 30. April | Amiri Mangashti                               | iranischer Gewichtheber                                                                   | 85    |       |
| 30. April | Hans Georg Monissen                           | deutscher Wirtschaftswissenschaftler                                                      | 83    |       |
| 30. April | Anthony Payne                                 | britischer Komponist                                                                      | 84    |       |
| 30. April | Azad Rəhimov                                  | aserbaidschanischer Politiker                                                             | 57    |       |
| 30. April | Williams Santamaría                           | peruanischer Politiker                                                                    | 58    |       |
| 30. April | Hans Stockhausen                              | deutscher Gynäkologe und Geburtshelfer                                                    | 88    |       |
| 30. April | Chandro Tomar                                 | indische Sportschützin                                                                    | 89    |       |
| 30. April | Pio Vittorio Vigo                             | italienischer Erzbischof                                                                  | 85    |       |
| 29. April | Hans van Baalen                               | niederländischer Politiker                                                                | 60    |       |
| 29. April | Edeltraud Brexner                             | österreichische Balletttänzerin                                                           | 93    |       |
| 29. April | Anne Buydens                                  | US-amerikanische Schauspielerin                                                           | 102   |       |
| 29. April | Johnny Crawford                               | US-amerikanischer Schauspieler                                                            | 75    |       |
| 29. April | Axel Dehlsen                                  | deutscher Gebrauchsgrafiker                                                               | 82    |       |
| 29. April | Pierce Fulton                                 | US-amerikanischer DJ, Musiker und Musikproduzent                                          | 28    |       |
| 29. April | Dietrich von Gumppenberg                      | deutscher Politiker                                                                       | 79    |       |
| 29. April | John Hinch                                    | britischer Musiker                                                                        | 73    |       |
| 29. April | Kazimierz Kord                                | polnischer Dirigent                                                                       | 90    |       |
| 29. April | Shiyiwe Mantfombi Dlamini Zulu                | südafrikanische Zulukönigin                                                               | 65    |       |
| 29. April | Frank McRae                                   | US-amerikanischer Schauspieler und American-Football-Spieler                              | 77    |       |
| 29. April | Will Mecum                                    | US-amerikanischer Musiker                                                                 | 48    |       |
| 29. April | Filippo Mondelli                              | italienischer Ruderer                                                                     | 26    |       |
| 29. April | Josef Rief                                    | deutscher Theologe                                                                        | 96    |       |
| 29. April | Héctor Santoyo                                | mexikanischer Fußballspieler                                                              | 67    |       |
| 29. April | Dieter Steland                                | deutscher Romanist                                                                        | 88    |       |
| 29. April | Sunao Wada                                    | japanischer Gitarrist                                                                     | 87    |       |
| 29. April | David B. Wake                                 | US-amerikanischer Herpetologe                                                             | 84    |       |
| 28. April | Francisco de Andrade                          | portugiesischer Segler                                                                    | 97    |       |
| 28. April | Michael Collins                               | US-amerikanischer Astronaut                                                               | 90    |       |
| 28. April | Celso Dayrit                                  | philippinischer Fechter und Sportfunktionär                                               | 69    |       |
| 28. April | Peter Drescher                                | deutscher Schriftsteller                                                                  | 75    |       |
| 28. April | François Fédier                               | französischer Philosoph                                                                   | 86    |       |
| 28. April | Miguel Ángel Furones                          | spanischer Publizist und Schriftsteller                                                   | 71    |       |
| 28. April | Kana Hoshino                                  | japanischer Mangaka                                                                       | 57    |       |
| 28. April | Katherine Hawley                              | britische Philosophin                                                                     | ≈50   |       |
| 28. April | Anthony Johnson                               | jamaikanischer Wirtschaftswissenschaftler, Politiker und Diplomat                         | 82    |       |
| 28. April | Martin Kluger                                 | deutscher Schriftsteller und Drehbuchautor                                                | 73    |       |
| 28. April | Jason Matthews                                | US-amerikanischer Autor                                                                   | 69    |       |
| 28. April | Jürg Meyer                                    | Schweizer Jurist, Journalist und Politiker                                                | 82    |       |
| 28. April | El Risitas                                    | spanischer Komiker und Schauspieler                                                       | 65    |       |
| 28. April | Henning Rüden                                 | deutscher Mediziner                                                                       | 79    |       |
| 28. April | Federico Salas Guevara                        | peruanischer Politiker                                                                    | 70    |       |
| 28. April | Robert J. Scholes                             | südafrikanischer Ökologe                                                                  | 63    |       |
| 28. April | Liuwe Tamminga                                | niederländischer Organist                                                                 | 67    |       |
| 28. April | Wolfgang Tutschke                             | deutscher Mathematiker                                                                    | 86    |       |
| 28. April | Zhang Enhua                                   | chinesischer Fußballspieler                                                               | 48    |       |
| 27. April | Gonzalo Aguirre                               | uruguayischer Politiker, Rechtsanwalt und Journalist                                      | 81    |       |
| 27. April | Nicholas Cheong Jin-suk                       | südkoreanischer Kardinal                                                                  | 89    |       |
| 27. April | Ed Diener                                     | US-amerikanischer Psychologe und Autor                                                    | 74    |       |
| 27. April | Carl-Wilhelm Edding                           | deutscher Unternehmer                                                                     | 90    |       |
| 27. April | Miroslav Fryčer                               | tschechischer Eishockeyspieler und -trainer                                               | 61    |       |
| 27. April | Jan Stefan Gałecki                            | polnischer Bischof                                                                        | 88    |       |
| 27. April | Aristóbulo Istúriz                            | venezolanischer Politiker                                                                 | 74    |       |
| 27. April | Sammy Kasule                                  | ugandischer Musiker                                                                       | 69    |       |
| 27. April | Anita Lane                                    | australische Singer-Songwriterin                                                          | 61    |       |
| 27. April | Friedrich Lapp                                | deutscher Altphilologe, Althistoriker und Historischer Geograph                           | 93    |       |
| 27. April | Corneliu Murgu                                | rumänischer Opernsänger                                                                   | 72    |       |
| 27. April | Philip Ochieng                                | kenianischer Journalist und Kolumnist                                                     | 83    |       |
| 27. April | René Padilla                                  | ecuadorianischer Theologe                                                                 | 88    |       |
| 27. April | Wulf Schönbohm                                | deutscher Politiker und Autor                                                             | 80    |       |
| 27. April | Frances Sherwood                              | US-amerikanische Schriftstellerin                                                         | 80    |       |
| 27. April | Hans Peter Syndikus                           | deutscher Klassischer Philologe und Gymnasiallehrer                                       | 93    |       |
| 27. April | Lee Merriam Talbot                            | US-amerikanischer Ökologe und Geograph                                                    | 90    |       |
| 27. April | Jiří Vacek                                    | tschechischer Mystiker, Schriftsteller und Übersetzer                                     | 89    |       |
| 27. April | Hubert Wittmann                               | deutscher Maler und Grafiker                                                              | 97    |       |
| 27. April | Raymond Wolff                                 | deutscher Historiker und Heimatforscher                                                   | 74    |       |
| 27. April | Franklin Zielski                              | kanadischer Ruderer                                                                       | 80    |       |
| 27. April | Benno Zierer                                  | deutscher Politiker                                                                       | 87    |       |
| 27. April | Gerda Zorn                                    | deutsche Schriftstellerin                                                                 | 101   |       |
| 26. April | David Beriáin                                 | spanischer Journalist                                                                     | 43    |       |
| 26. April | Waman Bhonsle                                 | indischer Filmeditor                                                                      | 89    |       |
| 26. April | Nina Gladitz                                  | deutsche Dokumentarfilmerin und Autorin                                                   | 75    |       |
| 26. April | Amelia Louer                                  | niederländische Leichtathletin                                                            | 78    |       |
| 26. April | Ursula Mittwoch                               | deutsch-britische Humangenetikerin                                                        | 97    |       |
| 26. April | Tamara Press                                  | sowjetische Leichtathletin                                                                | 83    |       |
| 26. April | Bernhard Schilling                            | deutscher Architekt                                                                       | 82    |       |
| 26. April | Al Schmitt                                    | US-amerikanischer Toningenieur und Musikproduzent                                         | 91    |       |
| 26. April | Pam Seaborne                                  | britische Hürdenläuferin                                                                  | 85    |       |
| 26. April | Arthur W. Staats                              | US-amerikanischer Psychologe                                                              | 97    |       |
| 26. April | Rainer Winkel                                 | deutscher Pädagoge                                                                        | 77    |       |
| 26. April | Rory Young                                    | irischer Wildtierschützer                                                                 | 53    |       |
| 25. April | Ali Yahia Abdenour                            | algerischer Anwalt und Menschenrechtsaktivist                                             | 100   |       |
| 25. April | Gerhard Ackermann                             | deutscher Kernenergietechniker und Hochschulrektor                                        | 91    |       |
| 25. April | James P. Blair                                | US-amerikanischer Fotograf                                                                | 90    |       |
| 25. April | Walter Cuttino                                | US-amerikanischer Opernsänger                                                             | 63    |       |
| 25. April | Raymond J. DeMallie                           | US-amerikanischer Anthropologe                                                            | 74    |       |
| 25. April | Ben Dreith                                    | US-amerikanischer Schiedsrichter im American Football                                     | 96    |       |
| 25. April | Samuel Y. Edgerton                            | US-amerikanischer Kunsthistoriker                                                         | 94    |       |
| 25. April | Denny Freeman                                 | US-amerikanischer Bluesmusiker                                                            | 76    |       |
| 25. April | Ivan M. Havel                                 | tschechischer Informatiker, Kognitionswissenschaftler und Bürgerrechtler                  | 82    |       |
| 25. April | Désiré Kolingba                               | zentralafrikanischer Politiker                                                            | 64    |       |
| 25. April | John Konrads                                  | australischer Schwimmer                                                                   | 78    |       |
| 25. April | Ursula Ida Lapp                               | deutsche Unternehmerin                                                                    | 90    |       |
| 25. April | Joseph Maraite                                | belgischer Politiker                                                                      | 71    |       |
| 25. April | Wulf-Ingo Usbeck                              | deutscher Fußballspieler                                                                  | 77    |       |
| 25. April | Tilman Westphalen                             | deutscher Literaturwissenschaftler und Anglist                                            | 86    |       |
| 25. April | William Wiley                                 | US-amerikanischer Maler und Konzeptkünstler                                               | 83    |       |
| 25. April | André de Witte                                | belgischer Bischof                                                                        | 76    |       |
| 25. April | Adam Zweig                                    | Schweizer Psychiater und Psychotherapeut                                                  | 96    |       |
| 24. April | Karl-Heinz Althoff                            | deutscher Physiker                                                                        | 95    |       |
| 24. April | Vytautas Jurgis Bubnys                        | litauischer Schriftsteller und Politiker                                                  | 88    |       |
| 24. April | Cam Coldheart                                 | US-amerikanischer Rapper                                                                  | 33    |       |
| 24. April | Uwe Drath                                     | deutscher Rettungsschwimmer und Surfpionier                                               | 93    |       |
| 24. April | Alber Elbaz                                   | israelischer Modeschöpfer                                                                 | 59    |       |
| 24. April | Heinrich Frohne                               | deutscher Elektrotechniker                                                                | 93    |       |
| 24. April | Ute Grass                                     | deutsche Stifterin                                                                        | 85    |       |
| 24. April | Nathan Jung                                   | US-amerikanischer Schauspieler und Stuntman                                               | 74    |       |
| 24. April | Shunsuke Kikuchi                              | japanischer Komponist                                                                     | 89    |       |
| 24. April | Pentti Kirstilä                               | finnischer Krimiautor                                                                     | 72    |       |
| 24. April | Marianne Lienau                               | deutsche Rundfunkredakteurin und Moderatorin                                              | 85    |       |
| 24. April | Christa Ludwig                                | deutsche Opern- und Konzertsängerin                                                       | 93    |       |
| 24. April | Sarolta Monspart                              | ungarische Marathon- und Orientierungsläuferin                                            | 76    |       |
| 24. April | Nikolaus Sander                               | deutscher Politiker                                                                       | 77    |       |
| 24. April | Hans Schepers                                 | deutscher Physiker und Beamter                                                            | 93    |       |
| 24. April | Robert E. Slavin                              | US-amerikanischer Bildungsforscher                                                        | 70    |       |
| 24. April | Trevor Smith, Baron Smith of Clifton          | britischer Politikwissenschaftler und Politiker                                           | 83    |       |
| 24. April | József Soproni                                | ungarischer Komponist                                                                     | 90    |       |
| 24. April | Miloš Šobajić                                 | serbischer Künstler                                                                       | 76    |       |
| 24. April | Ludwig Thürmer                                | deutscher Architekt und Hochschullehrer                                                   | 90    |       |
| 24. April | Reinette van Zijtveld                         | niederländische Jazzsängerin                                                              | 59    |       |
| 23. April | Ludwig Breitenhuber                           | österreichischer Physiker                                                                 | 95    |       |
| 23. April | Fredi                                         | finnischer Schlagersänger                                                                 | 78    |       |
| 23. April | James Heneghan                                | kanadischer Schriftsteller                                                                | 90    |       |
| 23. April | Dan Kaminsky                                  | US-amerikanischer Informatiker                                                            | 42    |       |
| 23. April | Mario Meoni                                   | argentinischer Politiker                                                                  |       |       |
| 23. April | Milva                                         | italienische Sängerin und Schauspielerin                                                  | 81    |       |
| 23. April | Peter Michael Mombaur                         | deutscher Rechtsanwalt und Politiker                                                      | 82    |       |
| 23. April | Detta O’Cathain, Baroness O’Cathain           | britische Managerin und Politikerin und Peeress                                           | 83    |       |
| 23. April | Dieter Ramsauer                               | deutscher Ingenieur                                                                       | 81    |       |
| 23. April | Yves Rénier                                   | französischer Schauspieler                                                                | 78    |       |
| 23. April | Gerhard Ritzberger                            | österreichischer Politiker                                                                | 96    |       |
| 23. April | Steen Springborg                              | dänischer Schauspieler                                                                    | 67    |       |
| 23. April | Bill Whittington                              | US-amerikanischer Automobilrennfahrer                                                     | 71    |       |
| 22. April | Terrence Clarke                               | US-amerikanischer Basketballspieler                                                       | 19    |       |
| 22. April | Jürgen Costede                                | deutscher Rechtswissenschaftler                                                           | 81    |       |
| 22. April | Selma Gürbüz                                  | türkische Malerin und Bildhauerin                                                         | 61    |       |
| 22. April | Mirosław Handke                               | polnischer Chemiker und Politiker                                                         | 75    |       |
| 22. April | Otmar Huber                                   | deutscher Politiker                                                                       | 93    |       |
| 22. April | Ulfert Onken                                  | deutscher Chemiker                                                                        | 95    |       |
| 22. April | Shock G                                       | US-amerikanischer Rapper und Musiker                                                      | 57    |       |
| 22. April | Deborah Swackhamer                            | US-amerikanische Chemikerin                                                               | 66    |       |
| 21. April | Pierre Amiet                                  | Französischer Kunsthistoriker                                                             | 98    |       |
| 21. April | Ásgeir Eyjólfsson                             | isländischer Skirennläufer                                                                | 91    |       |
| 21. April | Ronald Baumbach                               | deutscher Fußballspieler                                                                  | 53    |       |
| 21. April | Urs Bitterli                                  | Schweizer Historiker                                                                      | 85    |       |
| 21. April | Håkon Brusveen                                | norwegischer Skilangläufer                                                                | 93    |       |
| 21. April | Wulf Bugatti                                  | österreichischer Künstler                                                                 | 81    |       |
| 21. April | Marc Ferro                                    | französischer Historiker                                                                  | 96    |       |
| 21. April | Thomas Fritsch                                | deutscher Schauspieler und Synchronsprecher                                               | 77    |       |
| 21. April | Siegfried Graser                              | deutscher Ernährungswissenschaftler                                                       | 77    |       |
| 21. April | Gisela Griepentrog                            | deutsche Volkskundlerin                                                                   | 86    |       |
| 21. April | Róbert Hutyra                                 | tschechoslowakischerRadrennfahrer                                                         | 76    |       |
| 21. April | Steven B. Kalafer                             | US-amerikanischer Unternehmer und Filmproduzent                                           | 71    |       |
| 21. April | Ursula Kaplony-Heckel                         | deutsche Ägyptologin                                                                      | 96    |       |
| 21. April | Hartmut Kegler                                | deutscher Phytomediziner und Pflanzenvirologe                                             | 90    |       |
| 21. April | Léon Le Minor                                 | französischer Mikrobiologe                                                                | 101   |       |
| 21. April | Segismundo Martínez Álvarez                   | spanischer Bischof                                                                        | 78    |       |
| 21. April | Moritz Mebel                                  | deutscher Mediziner                                                                       | 98    |       |
| 21. April | Carl Wolfgang Müller                          | deutscher Sozialarbeitswissenschaftler                                                    | 92    |       |
| 21. April | Antonio Pepito Palang                         | philippinischer Bischof                                                                   | 74    |       |
| 21. April | Franz Patocka                                 | österreichischer Sprachwissenschaftler                                                    | 69    |       |
| 21. April | Gerhard Röhrl                                 | deutscher Ingenieurwissenschaftler und Hochschulrektor                                    | 83    |       |
| 21. April | Wakamatsu Jōtarō                              | japanischer Lyriker und Essayist                                                          | 85    |       |
| 21. April | Julio de Windt                                | dominikanischer Musiker und Dirigent                                                      | 85    |       |
| 21. April | Wojciech Ziemba                               | polnischer Erzbischof                                                                     | 79    |       |
| 20. April | Rex Aubrey                                    | australischer Schwimmer                                                                   | 86    |       |
| 20. April | Wolfgang Brandenstein                         | deutscher Rundfunkmoderator, Fernsehunterhalter und Schlagertexter                        | 91    |       |
| 20. April | George Dancis                                 | australischer Basketballspieler                                                           | 88    |       |
| 20. April | Idriss Déby                                   | tschadischer Politiker                                                                    | 68    |       |
| 20. April | Werner Doppstadt                              | deutscher Unternehmer                                                                     | 77    |       |
| 20. April | Roland J. Green                               | US-amerikanischer Science-Fiction- und Fantasy-Autor                                      | 76    |       |
| 20. April | Monte Hellman                                 | US-amerikanischer Filmregisseur                                                           | 91    |       |
| 20. April | Willi Herren                                  | deutscher Entertainer, Schauspieler und Schlagersänger                                    | 45    |       |
| 20. April | Christian Hinsch                              | deutscher Versicherungsmanager                                                            | 65    |       |
| 20. April | Robert Hollander                              | US-amerikanischer Philologe, Literaturwissenschaftler, Komparatist und Übersetzer         | 87    |       |
| 20. April | Joe Long                                      | US-amerikanischer Bassist und Sänger                                                      | 79    |       |
| 20. April | Les McKeown                                   | britischer Sänger                                                                         | 65    |       |
| 20. April | Sven-Olof Olson                               | schwedischer Militär                                                                      | 94    |       |
| 20. April | Ursula Schumm-Garling                         | deutsche Soziologin                                                                       | 83    |       |
| 20. April | Tempest Storm                                 | US-amerikanische Burlesque-Tänzerin und Filmschauspielerin                                | 93    |       |
| 20. April | Alfred Teinitzer                              | österreichischer Fußballspieler                                                           | 91    |       |
| 20. April | Leonardo Vannotti                             | Schweizer Physiker und Manager                                                            | 82    |       |
| 20. April | Roland Weyl                                   | französischer Anwalt und Widerstandskämpfer                                               | 102   |       |
| 19. April | Edward William Abel                           | britischer Chemiker                                                                       | 89    |       |
| 19. April | Juri Airapetjan                               | sowjetischer bzw. armenisch-russischer Pianist                                            | 87    |       |
| 19. April | Danny Awege                                   | deutscher Schauspieler und Musiker                                                        | 45    |       |
| 19. April | Monica Bandini                                | italienische Radsportlerin                                                                | 56    |       |
| 19. April | Sumitra Bhave                                 | indische Filmregisseurin                                                                  | 78    |       |
| 19. April | Andrzej Białynicki-Birula                     | polnischer Mathematiker                                                                   | 85    |       |
| 19. April | Emil Biela                                    | polnischer Schriftsteller und Literaturkritiker                                           | 81    |       |
| 19. April | Rudolf Burger                                 | österreichischer Philosoph                                                                | 82    |       |
| 19. April | Karl Heinz Essig                              | deutscher Maler und Grafiker                                                              | 85    |       |
| 19. April | Ruth Farchi                                   | österreichisch-israelische Schauspielerin                                                 | 93    |       |
| 19. April | John Philip Grime                             | britischer Ökologe                                                                        | 85    |       |
| 19. April | Willy van der Kuijlen                         | niederländischer Fußballspieler                                                           | 74    |       |
| 19. April | Michel Kilo                                   | syrischer Oppositioneller, Regimekritiker und Journalist                                  | 81    |       |
| 19. April | Sven Lager                                    | deutscher Schriftsteller                                                                  | 56    |       |
| 19. April | Wera Lantratowa                               | sowjetische Volleyballspielerin                                                           | 76    |       |
| 19. April | Hermann Leskien                               | deutscher Bibliothekar                                                                    | 81    |       |
| 19. April | Maurice Maschino                              | französischer Lehrer, Journalist und Autor                                                | 89    |       |
| 19. April | Walter Mondale                                | US-amerikanischer Politiker                                                               | 93    |       |
| 19. April | Uwe Scheffler                                 | deutscher Rechtswissenschaftler                                                           | 64    |       |
| 19. April | Wiktor Schuwalow                              | sowjetischer bzw. russischer Eishockeyspieler und -trainer                                | 97    |       |
| 19. April | Jim Steinman                                  | US-amerikanischer Komponist, Songwriter und Musikproduzent                                | 73    |       |
| 19. April | Dieter Timpe                                  | deutscher Althistoriker                                                                   | 89    |       |
| 19. April | Hannsjörg Ubl                                 | österreichischer Archäologe und Architekt                                                 | 85    |       |
| 18. April | Helmut Barbe                                  | deutscher Kirchenmusiker und Komponist                                                    | 93    |       |
| 18. April | Bhumidhar Barman                              | indischer Politiker                                                                       | 89    |       |
| 18. April | Hannsjörn Boës                                | deutscher General                                                                         | 84    |       |
| 18. April | Nelly Däs                                     | russlanddeutsche Schriftstellerin                                                         | 91    |       |
| 18. April | Marco Dogo                                    | italienischer Balkanologe                                                                 | 75    |       |
| 18. April | Mary Earle                                    | neuseeländische Chemieingenieurin und Hochschullehrerin                                   | 91    |       |
| 18. April | Elizabeth Furse                               | US-amerikanische Politikerin                                                              | 84    |       |
| 18. April | Klaus Jaeger                                  | deutscher Orthopäde                                                                       | 76    |       |
| 18. April | Anna Justice                                  | deutsche Filmregisseurin                                                                  | 58    |       |
| 18. April | Atanas Kareev                                 | bulgarischer Pianist                                                                      | 76    |       |
| 18. April | Frank McCabe                                  | US-amerikanischer Basketballspieler                                                       | 93    |       |
| 18. April | Donald Gordon Murray                          | kanadischer Fotograf                                                                      | ≈77   |       |
| 18. April | Paul Oscher                                   | US-amerikanischer Bluesmusiker                                                            | 71    |       |
| 18. April | Ali Özek                                      | türkischer islamischer Theologe                                                           | 89    |       |
| 18. April | Alberth Papilaya                              | indonesischer Boxer                                                                       | 53    |       |
| 18. April | Zdeněk Růžička                                | tschechoslowakischer Turner                                                               | 96    |       |
| 18. April | Erasmus Schröter                              | deutscher Fotograf                                                                        | 64    |       |
| 18. April | Lucas Sirkar                                  | indischer Erzbischof                                                                      | 84    |       |
| 18. April | Necdet Üruğ                                   | türkischer General                                                                        | 100   |       |
| 18. April | Birgit Weller                                 | deutsche Industriedesignerin und Hochschullehrerin                                        | 60    |       |
| 18. April | Günter W. Zwanzig                             | deutscher Politiker                                                                       | 88    |       |
| 17. April | Volker Barth                                  | deutscher Historiker                                                                      | 46    |       |
| 17. April | Hischam Bastawisi                             | ägyptischer Jurist                                                                        | 69    |       |
| 17. April | Leo Betschart                                 | Schweizer Schwinger                                                                       | 65    |       |
| 17. April | Frank Judd, Baron Judd                        | britischer Politiker                                                                      | 86    |       |
| 17. April | Black Rob                                     | US-amerikanischer Rapper                                                                  | 51    |       |
| 17. April | Manfred Faßler                                | deutscher Medienwissenschaftler                                                           | 71    |       |
| 17. April | Hester Ford                                   | US-amerikanische Supercentenarian                                                         | 115   |       |
| 17. April | Henri Goetschy                                | französischer Politiker                                                                   | 94    |       |
| 17. April | Johannes Hallauer                             | deutscher Hygieniker                                                                      | 68    |       |
| 17. April | Paul Helminger                                | luxemburgischer Politikwissenschaftler und Politiker                                      | 80    |       |
| 17. April | Wolodymyr Jaworiwskyj                         | ukrainischer Schriftsteller und Politiker                                                 | 78    |       |
| 17. April | Sebastian Koto Khoarai                        | lesothischer Kardinal                                                                     | 91    |       |
| 17. April | Gert Metz                                     | deutscher Leichtathlet                                                                    | 79    |       |
| 17. April | Klaus Mümpfer                                 | deutscher Journalist und Jazzfotograf                                                     | 78    |       |
| 17. April | Ernst-Otto Rieckhoff                          | deutscher Fußballfunktionär und Mineralölkaufmann                                         | 69    |       |
| 17. April | Emmeram H. Ritter                             | deutscher Theologe                                                                        | 93    |       |
| 17. April | Liam Scarlett                                 | britischer Choreograph und Balletttänzer                                                  | 35    |       |
| 17. April | Hermann Schnorbach                            | deutscher Pädagoge und Autor                                                              | 72    |       |
| 17. April | Sabine Seume                                  | deutsche Tänzerin und Choreographin                                                       | 58    |       |
| 17. April | Sándor Szabó                                  | ungarischer Schwimmer                                                                     | 70    |       |
| 17. April | Hanskarl von Unger                            | deutscher Politiker                                                                       | 90    |       |
| 17. April | Emil Worni                                    | Schweizer Handballspieler                                                                 | 94    |       |
| 17. April | Al Young                                      | US-amerikanischer Lyriker, Autor und Hochschullehrer                                      | 81    |       |
| 16. April | Charles Geschke                               | US-amerikanischer Softwareentwickler und Unternehmer                                      | 81    |       |
| 16. April | Fumio Hisamatsu                               | japanischer Mangaka                                                                       | 77    |       |
| 16. April | Robert Hodges                                 | kanadischer Eisschnellläufer und Biochemiker                                              | 77    |       |
| 16. April | Ahmed Hussain                                 | indischer Fußballspieler                                                                  | 89    |       |
| 16. April | Krešimir Krnjević                             | kanadischer Neurophysiologe                                                               | 93    |       |
| 16. April | Lew Lewis                                     | britischer Rocksänger und Musiker                                                         | ≈65   |       |
| 16. April | Barry Mason                                   | britischer Songschreiber                                                                  | 85    |       |
| 16. April | Helen McCrory                                 | britische Schauspielerin                                                                  | 52    |       |
| 16. April | Rameshwar Prasad Misra                        | indischer Geograph und Sozialwissenschaftler                                              | ≈91   |       |
| 16. April | Sergei Nowikow                                | sowjetischer Judoka                                                                       | 71    |       |
| 16. April | Andrew Peacock                                | australischer Politiker                                                                   | 82    |       |
| 16. April | Johnny Peirson                                | kanadischer Eishockeyspieler                                                              | 95    |       |
| 16. April | Anthony Powell                                | britischer Kostümdesigner                                                                 | 85    |       |
| 16. April | Éric Raoult                                   | französischer Politiker                                                                   | 65    |       |
| 16. April | Paul Schneider                                | deutscher Bildhauer                                                                       | 93    |       |
| 16. April | Felix Silla                                   | italienischer Schauspieler                                                                | 84    |       |
| 16. April | Mari Törőcsik                                 | ungarische Schauspielerin                                                                 | 85    |       |
| 15. April | John Anthony Allan                            | britischer Geograph                                                                       | 84    |       |
| 15. April | Landing Badjie                                | gambischer Polizist                                                                       | ?     |       |
| 15. April | Alfons Friderichs                             | deutscher Diakon, Heimatforscher und Buchautor                                            | 82    |       |
| 15. April | Vartan Gregorian                              | armenisch-US-amerikanischer Historiker, Bibliotheks- und Universitätsleiter               | 87    |       |
| 15. April | Goce Gruevski                                 | mazedonischer Fußballspieler                                                              | 46    |       |
| 15. April | Gerda Herrmann                                | deutsche Liedermacherin                                                                   | 89    |       |
| 15. April | Gunnar Hoydal                                 | färöischer Schriftsteller und Architekt                                                   | 79    |       |
| 15. April | Arlen D. Jameson                              | US-amerikanischer Offizier, Generalleutnant der US Air Force                              | 80    |       |
| 15. April | Walter Kaufmann                               | deutsch-australischer Schriftsteller                                                      | 97    |       |
| 15. April | Barby Kelly                                   | irisch-US-amerikanische Musikerin                                                         | 45    |       |
| 15. April | Evelyn McNicol                                | schottische Bergsteigerin                                                                 | 94    |       |
| 15. April | Christian Pulz                                | deutscher Politiker und LGBT-Aktivist                                                     | 76    |       |
| 15. April | Peter Schellenberg                            | Schweizer Journalist und Fernsehdirektor                                                  | 81    |       |
| 15. April | Ulrich Schumacher                             | deutscher Kunsthistoriker und Museumsdirektor                                             | 79    |       |
| 14. April | Yıldırım Akbulut                              | türkischer Politiker                                                                      | 85    |       |
| 14. April | Roger H. Davidson                             | US-amerikanischer Politikwissenschaftler und Hochschullehrer                              | 84    |       |
| 14. April | Trader Faulkner                               | australischer Schauspieler                                                                | 93    |       |
| 14. April | Ernst Frischknecht                            | Schweizer Landwirt und Politiker                                                          | 81    |       |
| 14. April | Alexander Katz                                | deutscher Jazzmusiker                                                                     | 71    |       |
| 14. April | Abdul Matin Khasru                            | bangladeschischer Politiker                                                               | 71    |       |
| 14. April | Gerry Kley                                    | deutscher Politiker                                                                       | 60    |       |
| 14. April | Joaquín Larroya                               | spanischer Kanute                                                                         | 83    |       |
| 14. April | Bernard L. Madoff                             | US-amerikanischer Börsenmakler, Anlagebetrüger und Philanthrop                            | 82    |       |
| 14. April | Marcelo Angiolo Melani                        | italienischer Bischof                                                                     | 82    |       |
| 14. April | Helmut Seel                                   | österreichischer Politiker                                                                | 88    |       |
| 14. April | Amedeo Tommasi                                | italienischer Pianist und Komponist                                                       | 85    |       |
| 14. April | Rusty Young                                   | US-amerikanischer Gitarrist, Sänger und Songwriter                                        | 75    |       |
| 13. April | Patricio Hacbang Alo                          | philippinischer Bischof                                                                   | 81    |       |
| 13. April | Monika Beck                                   | deutsche Politikerin, Galeristin und Verlegerin                                           | 79    |       |
| 13. April | Marjorie C. Caserio                           | britisch-US-amerikanische Chemikerin                                                      | 92    |       |
| 13. April | Michael Curt Elwenspoek                       | deutscher Physiker und Hochschullehrer                                                    | 72    |       |
| 13. April | Rocco Filippini                               | Schweizer Cellist                                                                         | 77    |       |
| 13. April | Wassili Golowanow                             | russischer Schriftsteller und Journalist                                                  | 60    |       |
| 13. April | Bobby Leonard                                 | US-amerikanischer Basketballspieler und -trainer                                          | 88    |       |
| 13. April | Kazuo Murakami                                | japanischer Genetiker                                                                     | 85    |       |
| 13. April | Bernard Noël                                  | französischer Schriftsteller                                                              | 90    |       |
| 13. April | Paul Oquist                                   | US-amerikanisch-nicaraguanischer Politiker und Diplomat                                   | 77    |       |
| 13. April | Walter Prior                                  | österreichischer Politiker                                                                | 74    |       |
| 13. April | Jamal al-Qabendi                              | kuwaitischer Fußballspieler                                                               | 62    |       |
| 13. April | Hermann Schuster                              | deutscher Politiker                                                                       | 83    |       |
| 13. April | Ruth Roberta de Souza                         | brasilianische Basketballspielerin                                                        | 52    |       |
| 13. April | Jewgeni Tilitschejew                          | russischer Schauspieler und Operettensänger                                               | 74    |       |
| 13. April | George F. Vande Woude                         | US-amerikanischer Molekularbiologe und Biochemiker                                        | 85    |       |
| 12. April | Hector Avalos                                 | US-amerikanischer Religionswissenschaftler                                                | 62    |       |
| 12. April | Oldemiro Balói                                | mosambikanischer Wirtschaftswissenschaftler und Politiker                                 | 66    |       |
| 12. April | Jaime Mota de Farias                          | brasilianischer Bischof                                                                   | 95    |       |
| 12. April | Ho Yen Chye                                   | singapurischer Judoka                                                                     | 54    |       |
| 12. April | Wilhelm Hortmann                              | deutscher Anglist                                                                         | 91    |       |
| 12. April | Franz Pöhacker                                | österreichischer Bildhauer                                                                | 94    |       |
| 12. April | Ibn Abdur Rehman                              | pakistanischer Journalist und Menschenrechtsaktivist                                      | 90    |       |
| 12. April | Konrad Schön                                  | deutscher Politikdidaktiker und Politiker                                                 | 90    |       |
| 12. April | Vincent Vitetta                               | monegassischer Radrennfahrer                                                              | 95    |       |
| 12. April | Martin Wachs                                  | US-amerikanischer Stadt- und Verkehrsplaner                                               | 79    |       |
| 12. April | Galen Weston                                  | kanadischer Unternehmer                                                                   | 80    |       |
| 12. April | Jalal Yousef                                  | venezolanischer Poolbillardspieler                                                        | 41    |       |
| 11. April | Colin Baker                                   | walisischer Fußballspieler                                                                | 86    |       |
| 11. April | Henning Martin Beier                          | deutscher Mediziner und Reproduktionsbiologe                                              | 80    |       |
| 11. April | Matthias Biskupek                             | deutscher Schriftsteller                                                                  | 70    |       |
| 11. April | Leokadija Drobischewa                         | sowjetische bzw. russische Ethnosoziologin und Hochschullehrerin                          | 88    |       |
| 11. April | Mita Haque                                    | bangladeschische Sängerin                                                                 | 58    |       |
| 11. April | Staņislavs Lugailo                            | sowjetischer Volleyballspieler                                                            | 83    |       |
| 11. April | Wolf Paul                                     | deutscher Rechtswissenschaftler                                                           | 85    |       |
| 11. April | Colombe Pelletier                             | kanadische Pianistin und Klavierbegleiterin                                               | 97    |       |
| 11. April | Enzo Sciotti                                  | italienischer Künstler und Illustrator                                                    | 76    |       |
| 11. April | Zoran Simjanović                              | jugoslawischer bzw. serbischer Keyboarder und Filmkomponist                               | 74    |       |
| 11. April | Joseph Siravo                                 | US-amerikanischer Schauspieler                                                            | 64    |       |
| 11. April | Ady Steg                                      | französischer Holocaust-Überlebender und Widerstandskämpfer                               | 96    |       |
| 11. April | Magda Strebl                                  | österreichische Bibliothekarin                                                            | 92    |       |
| 11. April | Gerren Taylor                                 | US-amerikanische Reality-TV-Darstellerin und Model                                        | 30    |       |
| 11. April | Shirley Williams, Baroness Williams of Crosby | britische Politikerin                                                                     | 90    |       |
| 11. April | Moriaki Watanabe                              | japanischer Spezialist für Theater und französische Literatur                             | 88    |       |
| 11. April | John Williamson                               | britischer Wirtschaftswissenschaftler                                                     | 83    |       |
| 11. April | Daunte Wright                                 | US-amerikanisches Polizeiopfer                                                            | 20    |       |
| 10. April | Sabiamad Abdul Ahad                           | malaysischer Sportschütze                                                                 | 65    |       |
| 10. April | Horst Avenarius                               | deutscher Kommunikationsmanager                                                           | 90    |       |
| 10. April | István Bérczi                                 | ungarischer Turner                                                                        | 75    |       |
| 10. April | Félix del Blanco Prieto                       | spanischer Kurienerzbischof                                                               | 83    |       |
| 10. April | Edward Idris Cassidy                          | australischer Kardinal                                                                    | 96    |       |
| 10. April | Tulio Manuel Chirivella Varela                | venezolanischer Erzbischof                                                                | 88    |       |
| 10. April | Quinton Claunch                               | US-amerikanischer Country-Musiker und Produzent                                           | 99    |       |
| 10. April | Romain Finke                                  | deutscher Maler                                                                           | 88    |       |
| 10. April | Dámaso García Fraile                          | spanischer Musikwissenschaftler                                                           | 85    |       |
| 10. April | Ruth Groh                                     | deutsche Übersetzerin, Lektorin, Literatur- und Kulturwissenschaftlerin                   | 86    |       |
| 10. April | Maren Heinzerling                             | deutsche Ingenieurin                                                                      | 83    |       |
| 10. April | Börje Holmberg                                | schwedischer Pädagoge                                                                     | 97    |       |
| 10. April | Roger E. Kasperson                            | US-amerikanischer Geograph und Risikoforscher                                             | 83    |       |
| 10. April | Ernst Kunz                                    | deutscher Mathematiker                                                                    | 88    |       |
| 10. April | Bob Porter                                    | US-amerikanischer Jazz-Produzent                                                          | 80    |       |
| 10. April | Hubert Roos                                   | deutscher Verwaltungsjurist und Funktionär                                                | 94    |       |
| 10. April | Imre Simkó                                    | ungarischer Sportschütze                                                                  | 82    |       |
| 10. April | Bosse Skoglund                                | schwedischer Schlagzeuger                                                                 | 85    |       |
| 10. April | Marcio Veloz Maggiolo                         | dominikanischer Schriftsteller                                                            | 84    |       |
| 9. April  | Ramsey Clark                                  | US-amerikanischer Politiker                                                               | 93    |       |
| 9. April  | Gavriel Cohen                                 | israelischer Politiker                                                                    | 92    |       |
| 9. April  | DMX                                           | US-amerikanischer Rapper und Schauspieler                                                 | 50    |       |
| 9. April  | Ralph Erskine                                 | britischer Historiker und Kryptologe                                                      | ≈90   |       |
| 9. April  | Jörg Eschmeier                                | deutscher Mathematiker                                                                    | 64    |       |
| 9. April  | Robert Hardy                                  | britischer Bischof und Politiker                                                          | 84    |       |
| 9. April  | Shay Healy                                    | irischer Songwriter, Komponist und Fernsehmoderator                                       | 78    |       |
| 9. April  | Wolfgang Kaniber                              | deutscher Fußballspieler                                                                  | 81    |       |
| 9. April  | Giorgos Karaivaz                              | griechischer Journalist                                                                   | 52    |       |
| 9. April  | Karl-Maria Kinsky                             | österreichischer Schauspieler, Kabarettist, Autor und Sänger                              | 66    |       |
| 9. April  | Jack Minker                                   | US-amerikanischer Informatiker                                                            | 93    |       |
| 9. April  | June Newton                                   | australische Fotografin                                                                   | 97    |       |
| 9. April  | Bill Olson                                    | US-amerikanischer Skispringer                                                             | 91    |       |
| 9. April  | César Ramón Ortega Herrera                    | venezolanischer Bischof                                                                   | 82    |       |
| 9. April  | Philip, Duke of Edinburgh                     | britischer Prinzgemahl                                                                    | 99    |       |
| 9. April  | Stefan Polónyi                                | deutscher Bauingenieur                                                                    | 90    |       |
| 9. April  | Elena Pulcini                                 | italienische Sozialphilosophin                                                            | 71    |       |
| 9. April  | Judith A. Reisman                             | US-amerikanische Kommunikationswissenschaftlerin und Autorin                              | 85    |       |
| 9. April  | Helímenas de Jesús Rojo Paredes               | venezolanischer Erzbischof                                                                | 94    |       |
| 9. April  | Yasumasa Shigeno                              | japanischer Politiker                                                                     | 79    |       |
| 9. April  | Urs Walser                                    | deutscher Landschaftsarchitekt                                                            | 76    |       |
| 8. April  | Phillip Adams                                 | US-amerikanischer American-Football-Spieler                                               | 32    |       |
| 8. April  | Jovan Divjak                                  | bosnischer General                                                                        | 84    |       |
| 8. April  | Isla Eckinger                                 | Schweizer Jazz-Bassist                                                                    | 81    |       |
| 8. April  | Ekkehard Fasser                               | Schweizer Bobfahrer                                                                       | 68    |       |
| 8. April  | Conn Findlay                                  | US-amerikanischer Ruderer                                                                 | 90    |       |
| 8. April  | Diána Igaly                                   | ungarische Sportschützin                                                                  | 56    |       |
| 8. April  | Ismael Ivo                                    | brasilianischer Tänzer und Choreograf                                                     | 66    |       |
| 8. April  | Klaus Knothe                                  | deutscher Bauingenieur                                                                    | 84    |       |
| 8. April  | Henning Köhler                                | deutscher Heilpädagoge und Autor                                                          | 69    |       |
| 8. April  | Roseli Machado                                | brasilianische Leichtathletin                                                             | 52    |       |
| 8. April  | John Naisbitt                                 | US-amerikanischer Zukunftsforscher und Autor                                              | 92    |       |
| 8. April  | Michele Pasinato                              | italienischer Volleyballspieler                                                           | 52    |       |
| 8. April  | Jack S. Remington                             | US-amerikanischer Mediziner                                                               | 90    |       |
| 8. April  | Richard Rush                                  | US-amerikanischer Regisseur und Drehbuchautor                                             | 91    |       |
| 8. April  | John da Silva                                 | neuseeländischer Boxer und Ringer                                                         | 86    |       |
| 8. April  | Peter Terson                                  | britischer Dramatiker                                                                     | 89    |       |
| 8. April  | Horst Trimhold                                | deutscher Fußballspieler                                                                  | 80    |       |
| 7. April  | Iossif Atabekow                               | sowjetischer bzw. russischer Virologe                                                     | 86    |       |
| 7. April  | Anne Beatts                                   | US-amerikanische Autorin                                                                  | 74    |       |
| 7. April  | Alfredo Bosi                                  | brasilianischer Literaturwissenschaftler und -kritiker                                    | 84    |       |
| 7. April  | Manfred Buder                                 | deutscher Eishockeyspieler                                                                | 85    |       |
| 7. April  | Jorge Coelho                                  | portugiesischer Politiker                                                                 | 66    |       |
| 7. April  | James Hampton                                 | US-amerikanischer Schauspieler und Regisseur                                              | 84    |       |
| 7. April  | Liesel Hermes                                 | deutsche Anglistin und Hochschulrektorin                                                  | 75    |       |
| 7. April  | Simon Keay                                    | britischer Archäologe                                                                     | 66    |       |
| 7. April  | Edwin Kelm                                    | deutscher Bauunternehmer                                                                  | 92    |       |
| 7. April  | Antal Kiss                                    | ungarischer Geher                                                                         | 85    |       |
| 7. April  | Giorgos Krommidas                             | griechisch-deutscher Schriftsteller                                                       | 84    |       |
| 7. April  | Wiktor Kurenzow                               | sowjetischer Gewichtheber                                                                 | 84    |       |
| 7. April  | Moustafa Maher                                | ägyptischer Germanist, Übersetzer und Hochschullehrer                                     | 85    |       |
| 7. April  | Milorad Mitković                              | serbischer Mediziner                                                                      | 70    |       |
| 7. April  | Wayne Peterson                                | US-amerikanischer Komponist                                                               | 93    |       |
| 7. April  | Erich Ribolits                                | österreichischer Erziehungs- und Bildungswissenschaftler                                  | 73    |       |
| 7. April  | Matthias Spindler                             | deutscher Journalist, Historiker und Rundfunkmoderator                                    | 67    |       |
| 7. April  | Heinz Stübig                                  | deutscher Erziehungswissenschaftler                                                       | 81    |       |
| 7. April  | Herbert Weh                                   | deutscher Elektroingenieur                                                                | 93    |       |
| 7. April  | Howard Weitzman                               | US-amerikanischer Jurist                                                                  | 81    |       |
| 7. April  | Edward Włodarczyk                             | polnischer Historiker                                                                     | 74    |       |
| 7. April  | Engelbert Ziegler                             | deutscher Physiker                                                                        | 81    |       |
| 6. April  | Abou Dandeh Njie                              | gambischer Sportfunktionär                                                                | 84    |       |
| 6. April  | Chuck Darling                                 | US-amerikanischer Basketballspieler                                                       | 91    |       |
| 6. April  | Jon Gjønnes                                   | norwegischer Physiker                                                                     | 90    |       |
| 6. April  | Horst Griese                                  | deutscher Verwaltungsjurist                                                               | 93    |       |
| 6. April  | Alcee Hastings                                | US-amerikanischer Politiker                                                               | 84    |       |
| 6. April  | Grischa Huber                                 | deutsche Schauspielerin                                                                   | 76    |       |
| 6. April  | Michel Koeniguer                              | französischer Comicautor und -zeichner                                                    | 49    |       |
| 6. April  | Hans Küng                                     | Schweizer Theologe                                                                        | 93    |       |
| 6. April  | Vesna Ljubić                                  | jugoslawische bzw. bosnische Filmregisseurin                                              | 82    |       |
| 6. April  | Vladimir Macura                               | serbischer Stadtplaner                                                                    | 78    |       |
| 6. April  | Alfred Leonhard Maluma                        | tansanischer Bischof                                                                      | 65    |       |
| 6. April  | Pieter Muysken                                | niederländischer Sprachwissenschaftler                                                    | 70    |       |
| 6. April  | Walter Olkewicz                               | US-amerikanischer Schauspieler                                                            | 72    |       |
| 6. April  | Marcel Pfändler                               | Schweizer Verleger und Schriftsteller                                                     | 94    |       |
| 6. April  | Rodolfo Da Ponte                              | paraguayischer Fechter                                                                    | 82    |       |
| 6. April  | Jan Purwiński                                 | ukrainischer Bischof                                                                      | 86    |       |
| 6. April  | Paul Rabinow                                  | US-amerikanischer Anthropologe                                                            | 76    |       |
| 6. April  | Bobby Schilling                               | US-amerikanischer Politiker                                                               | 57    |       |
| 6. April  | Gerhard Schricker                             | deutscher Rechtswissenschaftler                                                           | 85    |       |
| 6. April  | Hartmut Seeger                                | deutscher Maschinenbauingenieur und Industriedesigner                                     | 84    |       |
| 6. April  | Louis Siminovitch                             | kanadischer Genetiker                                                                     | 100   |       |
| 6. April  | Sonny Simmons                                 | US-amerikanischer Jazzmusiker                                                             | 87    |       |
| 6. April  | Gerhard Sperl                                 | österreichischer Montanwissenschaftler, Hochschullehrer, Historiker und Kommunalpolitiker | 84    |       |
| 6. April  | Zsófia Tallér                                 | ungarische Komponistin                                                                    | ≈51   |       |
| 6. April  | Maj Britt Theorin                             | schwedische Politikerin                                                                   | 88    |       |
| 6. April  | Gene Youngblood                               | US-amerikanischer Medientheoretiker                                                       | 78    |       |
| 6. April  | Predrag Živković Tozovac                      | jugoslawischer bzw. serbischer Musiker                                                    | 85    |       |
| 5. April  | Werner Baumhauer                              | deutscher Politiker                                                                       | 90    |       |
| 5. April  | J. Michael Dunn                               | US-amerikanischer Philosoph                                                               | 79    |       |
| 5. April  | Veronica Dunne                                | irische Opernsängerin                                                                     | 93    |       |
| 5. April  | Uwe Faust                                     | deutscher Industriemanager und Hochschulrektor                                            | 72    |       |
| 5. April  | Gustav Flachenecker                           | deutscher Fußballspieler                                                                  | 80    |       |
| 5. April  | Robert Fletcher                               | US-amerikanischer Kostümbildner                                                           | 98    |       |
| 5. April  | Urion Gallin                                  | israelischer Leichtathlet                                                                 | 92    |       |
| 5. April  | Ulrike Gauss                                  | deutsche Kunsthistorikerin                                                                | 79    |       |
| 5. April  | Sokratis Hasikos                              | zyprischer Politiker                                                                      | 64    |       |
| 5. April  | Krzysztof Krawczyk                            | polnischer Sänger                                                                         | 74    |       |
| 5. April  | Paulino Lukudu Loro                           | südsudanesischer Erzbischof                                                               | 80    |       |
| 5. April  | Franz Machilek                                | deutscher Historiker                                                                      | 87    |       |
| 5. April  | Sergio Maggini                                | italienischer Radrennfahrer                                                               | 101   |       |
| 5. April  | Zygmunt Malanowicz                            | polnischer Schauspieler, Regisseur und Drehbuchautor                                      | 83    |       |
| 5. April  | Paul Ritter                                   | britischer Schauspieler                                                                   | 54    |       |
| 5. April  | Marshall Sahlins                              | US-amerikanischer Anthropologe                                                            | 90    |       |
| 5. April  | Christian Schmidt                             | deutscher Politiker                                                                       | 78    |       |
| 5. April  | Gunther Zorn                                  | deutscher Schriftsteller                                                                  | 81    |       |
| 4. April  | Jens-Peter Bonde                              | dänischer Politiker                                                                       | 73    |       |
| 4. April  | Thomas D. Brock                               | US-amerikanischer Mikrobiologe                                                            | 94    |       |
| 4. April  | Jeffrey L. Brudney                            | US-amerikanischer Politik- und Verwaltungswissenschaftler                                 | 70    |       |
| 4. April  | Christian Debias                              | französischer Autorennfahrer                                                              | 74    |       |
| 4. April  | Cheryl Gillan                                 | britische Politikerin                                                                     | 68    |       |
| 4. April  | Francisco Haghenbeck                          | mexikanischer Buch- und Comicautor                                                        | 56    |       |
| 4. April  | Roland Kirsch                                 | deutscher Fußballspieler                                                                  | 77    |       |
| 4. April  | Wolfgang E. Krumbein                          | deutscher Mikrobiologe                                                                    | 84    |       |
| 4. April  | Hashida Sugako                                | japanische Fernsehautorin und Essayistin                                                  | 95    |       |
| 4. April  | Eddy van der Maarel                           | niederländischer Ökologe                                                                  | 87    |       |
| 4. April  | Paddy McMahon                                 | britischer Springreiter                                                                   | 87    |       |
| 4. April  | Robert Mundell                                | kanadischer Ökonom                                                                        | 88    |       |
| 4. April  | Erik Nilsson                                  | schwedischer Jazzmusiker                                                                  | 85    |       |
| 4. April  | Hans-Peter Schneider                          | deutscher Rechtswissenschaftler                                                           | 83    |       |
| 4. April  | Shashikala                                    | indische Schauspielerin                                                                   | 88    |       |
| 4. April  | Roland Thöni                                  | italienischer Skirennläufer                                                               | 70    |       |
| 3. April  | Jonathan Ball                                 | südafrikanischer Verleger                                                                 | 69    |       |
| 3. April  | Lois de Banzie                                | US-amerikanische Schauspielerin                                                           | 90    |       |
| 3. April  | Jill Corey                                    | US-amerikanische Popsängerin                                                              | 85    |       |
| 3. April  | Pier Giacomo De Nicolò                        | italienischer Erzbischof                                                                  | 92    |       |
| 3. April  | Guram Dotschanaschwili                        | georgischer Schriftsteller                                                                | 82    |       |
| 3. April  | Guido Eugster                                 | Schweizer Volksmusiker                                                                    | 84    |       |
| 3. April  | Piet Junius                                   | namibischer Politiker                                                                     | 79    |       |
| 3. April  | Jim Haynie                                    | US-amerikanischer Schauspieler                                                            | 81    |       |
| 3. April  | Gloria Henry                                  | US-amerikanische Schauspielerin                                                           | 98    |       |
| 3. April  | Ho Lien Siew                                  | singapurischer Basketballspieler                                                          | 88    |       |
| 3. April  | Günter Horn                                   | deutscher Diplomat, Botschafter der DDR                                                   | 90    |       |
| 3. April  | Martin Hyman                                  | britischer Leichtathlet                                                                   | 87    |       |
| 3. April  | Walter Künzel                                 | deutscher Zahnmediziner                                                                   | 92    |       |
| 3. April  | Cyprian Kizito Lwanga                         | ugandischer Erzbischof                                                                    | 68    |       |
| 3. April  | Klaus Albrecht Lahme                          | deutscher Orthopäde                                                                       | 69    |       |
| 3. April  | Victor Paz                                    | panamaischer Jazzmusiker                                                                  | 88    |       |
| 3. April  | Herbert H. Pichler                            | österreichischer Aktivist                                                                 | 56    |       |
| 3. April  | Vera Squarcialupi                             | italienische Politikerin                                                                  | 92    |       |
| 3. April  | Stan Stephens                                 | US-amerikanischer Politiker                                                               | 91    |       |
| 3. April  | Yukio Taniguchi                               | japanischer Germanist, Skandinavist und Europaethnologe                                   | 91    |       |
| 3. April  | Christian Wiyghan Tumi                        | kamerunischer Kardinal                                                                    | 90    |       |
| 3. April  | Werner Tzscheetzsch                           | deutscher Theologe                                                                        | 71    |       |
| 3. April  | Hermann Wellenreuther                         | deutscher Historiker                                                                      | 79    |       |
| 3. April  | Hans Wengle                                   | deutscher Ingenieurwissenschaftler                                                        | 80    |       |
| 3. April  | Carla Zampatti                                | italienisch-australische Modedesignerin                                                   | 78    |       |
| 3. April  | Franz Zoglauer                                | österreichischer Kulturjournalist und Fernsehmoderator                                    | 74    |       |
| 2. April  | Walentin Afonin                               | sowjetischer Fußballspieler                                                               | 81    |       |
| 2. April  | Simon Bainbridge                              | britischer Komponist und Hochschullehrer                                                  | 68    |       |
| 2. April  | Heribert Bastel                               | österreichischer Theologe                                                                 | 96    |       |
| 2. April  | Volker Bogdan                                 | deutscher Schauspieler                                                                    | 82    |       |
| 2. April  | Sérgio Brandão                                | brasilianischer Bassist                                                                   | 65    |       |
| 2. April  | Friedrich-Karl Brauns                         | deutscher Sportjournalist                                                                 | 83    |       |
| 2. April  | Phebe Cramer                                  | US-amerikanische Psychologin                                                              | 85    |       |
| 2. April  | B. B. Dickerson                               | US-amerikanischer Bassist                                                                 | 71    |       |
| 2. April  | Rolf Hammel-Kiesow                            | deutscher Historiker                                                                      | 72    |       |
| 2. April  | Matthias Hopke                                | deutscher Radiomoderator                                                                  | 63    |       |
| 2. April  | Arthur Kopit                                  | US-amerikanischer Dramatiker                                                              | 83    |       |
| 2. April  | Philipp Meran                                 | österreichischer Museumsdirektor und Schriftsteller                                       | 94    |       |
| 2. April  | Wakio Mitsui                                  | japanischer Politiker                                                                     | 78    |       |
| 2. April  | Jean Nicod                                    | französischer Geograph und Geomorphologe                                                  | 98    |       |
| 2. April  | Siegfried Niese                               | deutscher Chemiker                                                                        | 88    |       |
| 2. April  | Ernst Josef Pöppl                             | deutscher Politiker                                                                       | 88    |       |
| 2. April  | Jean Luc Rosat                                | brasilianischer Volleyballspieler                                                         | 67    |       |
| 2. April  | Gary Schunk                                   | US-amerikanischer Jazzmusiker                                                             | 67    |       |
| 2. April  | Clara Walker                                  | US-amerikanische Schwimmerin                                                              | 94    |       |
| 2. April  | Hugo Weczerka                                 | deutscher Historiker                                                                      | 91    |       |
| 2. April  | Bernard Vallée                                | französischer Fechter                                                                     | 75    |       |
| 1. April  | Lee Aaker                                     | US-amerikanischer Kinderdarsteller                                                        | 77    |       |
| 1. April  | Isamu Akasaki                                 | japanischer Ingenieurwissenschaftler                                                      | 92    |       |
| 1. April  | Krystyna Gil                                  | polnische Porajmos-Überlebende                                                            | 82    |       |
| 1. April  | Rayappu Joseph                                | sri-lankischer Bischof                                                                    | 80    |       |
| 1. April  | Oscar Kraal                                   | niederländischer Rock- und Fusionmusiker                                                  | 50    |       |
| 1. April  | Peter Krohn                                   | deutscher Fußballfunktionär                                                               | 89    |       |
| 1. April  | Günter W. Lugmair                             | österreichischer Physiker und Kosmochemiker                                               | 81    |       |
| 1. April  | Loránd Milassin                               | ungarischer Leichtathlet                                                                  | 73    |       |
| 1. April  | Hugo Portisch                                 | österreichischer Journalist und Buchautor                                                 | 94    |       |
| 1. April  | Philippe Renaud                               | Schweizer Literaturwissenschaftler                                                        | 90    |       |
| 1. April  | Bronislav Roznos                              | tschechischer Balletttänzer                                                               | 54    |       |
| 1. April  | Ingrid Schultheiß                             | deutsche Buchgestalterin                                                                  | 89    |       |
| 1. April  | Andreas Tilp                                  | deutscher Jurist                                                                          | 58    |       |
| 1. April  | Divo Zadi                                     | italienischer Bischof                                                                     | 90    |       |
| 1. April  | Hans-Dieter Tippenhauer                       | deutscher Fußballtrainer und -manager                                                     | 77    |       |

### Datum unbekannt
| Tag                              | Name             | Beruf, bekannt als                              | Alter | Beleg |
| -------------------------------- | ---------------- | ----------------------------------------------- | ----- | ----- |
| Tod bekannt gegeben am 29. April | Ratko Marković   | serbischer Rechtswissenschaftler und Politiker  | 76    |       |
| Tod bekannt gegeben am 26. April | Diego Martel     | spanischer Schwimmer                            | 73    |       |
| Tod bekannt gegeben am 24. April | Cornel Cristescu | rumänischer Fußballspieler                      | 52    |       |
| Tod bekannt gegeben am 22. April | Hans Krebitz     | österreichischer Architekt, Maler und Buchautor | 85    |       |
| Tod bekannt gegeben am 1. April  | Patrick Juvet    | Schweizer Sänger, Pianist und Songschreiber     | 70    |       |